# Yuya Kamoto
Yuya Kamoto –en japonés, 神本 雄也, Kamoto Yuya– (Tokio, 14 de septiembre de 1994) es un deportista japonés que compite en gimnasia artística.
Ganó dos medalla en el Campeonato Mundial de Gimnasia Artística, en los años 2019 y 2022, ambas en el concurso por equipos.

## Palmarés internacional
| Campeonato Mundial | Campeonato Mundial      | Campeonato Mundial | Campeonato Mundial   |
| Año                | Lugar                   | Medalla            | Prueba               |
| ------------------ | ----------------------- | ------------------ | -------------------- |
| 2019               | Stuttgart (Alemania)    | Medalla de bronce  | Concurso por equipos |
| 2022               | Liverpool (Reino Unido) | Medalla de plata   | Concurso por equipos |